# Marble Hills
Marble Hills är en kulle i Antarktis. Den ligger i Västantarktis. Chile gör anspråk på området. Toppen på Marble Hills är 1 064 meter över havet.
Terrängen runt Marble Hills är varierad. Trakten är glest befolkad. Närmaste befolkade plats är Arturo Parodi Station, 15,0 kilometer öster om Marble Hills. 